# West Elgin
West Elgin es un municipio canadiense situado en la provincia de Ontario.

## Superficie
West Elgin tiene una superficie de 322,09 km².

## Demografía
En 2021, tenía 5060 habitantes, una densidad poblacional de 15,7 hab./km², y 2221 viviendas.